# Mileștii Mici (vinarija)
Mileştii Mici je moldavski proizvođač vina, koji se nalazi u istoimenoj općini Mileştii Mici. Ima najveću kolekciju vina na svijetu te najveći vinski podrum.
Državno poduzeće kvalitetnih vina "Mileştii Mici" osnovano je 1969. za pohranu, čuvanje i zrenje vrhunskih vina.
Drevne podzemne galerije dosežu do granica grada Kišinjeva. Održava se stalna vlažnost (85-95 %) i temperatura ( 12 °C - 14 °C)  tijekom cijele godine. Neka se vina čuvaju nekoliko desetljeća prije nego što se prodaju. Podrumi zauzimaju 200 km, ali je samo 55 km trenutno u upotrebi.
U kolovozu 2005., Mileştii Mici ušao je u Guinnessovu knjigu rekorda kao najveća kolekcija vina na svijetu. Kompleks ima gotovo 2 milijuna boca. Više od 70% od pohranjenih vina su crvena, 20% su bijela, a oko 10 % su desertna vina. Najvrednija vina ove zbirke, imaju vrijednost od 480 eura po boci, proizvedena su 1973.-'74 i izvoze se samo u Japan. Najstarija vina su iz 1969. 
Vina iz Mileştii Micija izvoze se u države kao što su: Švedska, Japan, SAD, Velika Britanija, Češka, Poljska, Grčka, Njemačka, Danska i Finska.